# 602
El 602 és l'any comú començat en dilluns del segle vii segons el calendari gregorià, malgrat llavors estava vigent encara el calendari julià i, per tant, el còmput cronològic era diferent.

## Esdeveniments
- Campanya militar al Ducat de Gascunya dels merovingis per fer pagar tribut als vascons
- Fi del domini dels làkhmides a l'Aràbia central[1]
- Inici del regnat de Flavi Focas com a emperador romà d'Orient
- Atacs dels eslovens a les ciutats itàliques del nord[2]

## Naixements
- Adaloald, rei llombard
- Li Chunfeng, matemàtic i historiador xinès
- Muàwiya ibn Abi-Sufyan, futur líder dels omeies

## Necrològiques
- Maurici, assassinat durant les revoltes de l'Imperi Romà d'Orient
- Ariulf, duc de Spoleto
- Agripà del Velai, sant cristià (data aproximada)